# Boonty
Boonty — глобальний постачальник послуг цифрової дистрибуції для онлайн- та ПК-ігор, технологічна платформа і торгові марки якого були придбані постачальником цифрової комерції Nexway у січні 2009 року.
На момент придбання, платформа казуальних ігор White label компанії Boonty використовувалась понад 100 мільйонами користувачів у всьому світі, зокрема інтернет-порталами, провайдерами інтернет-послуг (ISP) і мобільними операторами.[джерело?]
Boonty також керувала власними брендованими сайтами під назвою Boonty.com (який досі працює під керівництвом Nexway), що мали локалізовані версії для таких країн, як: США, Франція, Велика Британія, Бельгія, Італія, Швеція, Норвегія, Данія, Японія, Корея, Мексика, Австрія, Австралія, Тайвань, Гонконг, Німеччина, Португалія, Фінляндія, Сінгапур, Нідерланди та Іспанія.

## Історія
- 2001: Компанію Boonty засновують брати Матьє та Ромен Нузарет (Mathieu та Romain Nouzareth).
- Вересень 2006: Компанія Boonty запустила Clickgames.com — сайт, призначений для простих і безкоштовних ігор. На ньому представлені популярні ігри, такі як Zuma, Luxor, Diner Dash та інші. Безкоштовні ігри фінансуються коштами спонсорів, що гарантує відсутність шпигунського або рекламного програмного забезпечення.
- Жовтень 2006: Boonty оголошує про придбання розташованої в Пекіні компанії-розробника казуальних ігор Gamehub.[3]
- Лютий 2007: Boonty запускає Cafe.com — платформу для безкоштовних соціальних багатокористувацьких казуальних ігор.[4]
- Травень 2007: Boonty остаточно придбає GameHub і відкриває філію Boonty China.
- Липень 2007: Випущено BoontyBox для комп'ютерів на Windows і macOS.
- Жовтень 2008: Boonty запускає додаток для Facebook під назвою iscool.
- Грудень 2008: Компанія вирішує продати свою платформу цифрової дистрибуції та торгову марку Boonty провайдеру цифрової комерції Nexway.
- Січень 2009: Boonty офіційно придбана компанією Nexway.[5]

## Додаткова інформація
- Boonty Rolls Out New Games Offering. Wireless Week. 13 травня 2005. Архів оригіналу за 11 листопада 2006.
- Charlotte Ong (26 квітня 2005). Casual Gamers are Serious Business. Digital Life.
- Ellie Gibson (13 травня 2005). Boonty Reveals Plans to Open New Mobile Games Store. Gamesindustry.biz. Процитовано 17 жовтня 2006.
- France Alert - Ten Web 2.0 Wonders. Alarm Clock Euro. 16 травня 2007. Архів оригіналу за 19 травня 2007.
- Noah Gellman (23 березня 2007). Boonty: The Casual Gamer's Playground. AlwaysOn. Архів оригіналу за 22 червня 2007. Процитовано 26 червня 2007.
- Om Malik (5 лютого 2007). Are Social Networks Just a Feature?. GigaOm. Архів оригіналу за 6 лютого 2007. Процитовано 26 червня 2007.
- PlayFirst and Boonty Sign Game Distribution Agreement. Digital Producer. 20 липня 2005.
- Q&A: Boonty's Nouzareth Opens Casual Microtransactions. Gamasutra. 15 березня 2007. Архів оригіналу за 17 березня 2007.